# محمد علي علوان
محمد علي علوان (ولد في أبها عام 1370هـ/ 1950م - 1445هـ/ 2023م) قاص وكاتب سعودي، عمل وكيلاً لشؤون الإعلام الداخلي في وزارة الإعلام، وصدرت له العديد من المؤلفات والمجموعات القصصية من بينها مجموعة قصص قصيرة بعنوان (هاتف)، ورواية (طائر العِشا).

## التعليم
حاصل على درجة البكالوريوس في الأدب العربي من كلية الآداب في جامعة الملك سعود.

## العمل
- عمل وكيلاً مساعداً لوزارة الإعلام لشؤون الإعلام الداخلي من يوليو 2005م (جمادى الآخرة 1426هـ).[9]
- عمل في وزارة الإعلام منذ تخرجه عام 1394هـ.
- أشرف على الصفحات الثقافية في مجلة اليمامة، وكذلك ملحق جريدة الرياض الثقافي.

## مؤلفات
1. (الخبز والصمت) قصص قصيرة. صدرت عن دار المريخ عام 1977 (1397هـ).
2. (الحكاية تبدأ هكذا) قصص قصيرة. صدرت عن دار العلوم في الرياض عام 1983 (1403هـ).
3. (دامسة) قصص قصيرة. صدرت عن نادي أبها الأدبي عام 1998 (1419هـ).[10]
4. (هاتف) مجموعة قصصية. صدرت عن نادي أبها الأدبي عام 2014.
5. (لذاكرة الوطن) مجموعة مقالات متفرقة. صدر عام 1414هـ.[11]
6. (إحداهن) قصص قصيرة. صدرت عام 2019.[12]
7. (طائر العِشا) رواية. صدرت عام 2020.[6]
8. (تهْلَل: حكايات الجبل) صر عام 2021.[13]
9. (موز ريده) قصص قصيرة. صدرت بعد وفاته عام 2023.[14]

## الوفاة
توفي يوم الخميس 15 صفر 1445 هجري 31 أغسطس 2023م عن عمر ناهز الخامسة والسبعين.